# Golfo Spencer

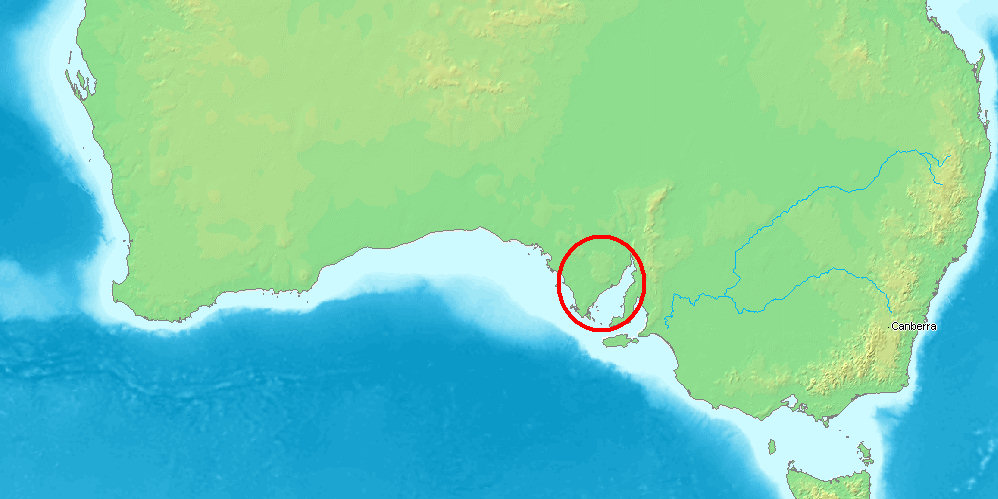
O Golfo Spencer

O Golfo Spencer localiza-se na costa sul da Austrália, na Austrália Meridional. 
O golfo foi nomeado pelo explorador Matthew Flinders em 1802, mas com o nome de Golfo de Spencer, em honra de George Spencer, 2º Conde Spencer, um ancestral de Diana, Princesa de Gales. Hoje, o termo mais comum é Golfo Spencer.
Edward John Eyre foi quem primeiro explorou a área, em 1831 e 1840–1841.